# Urmas Reinsalu

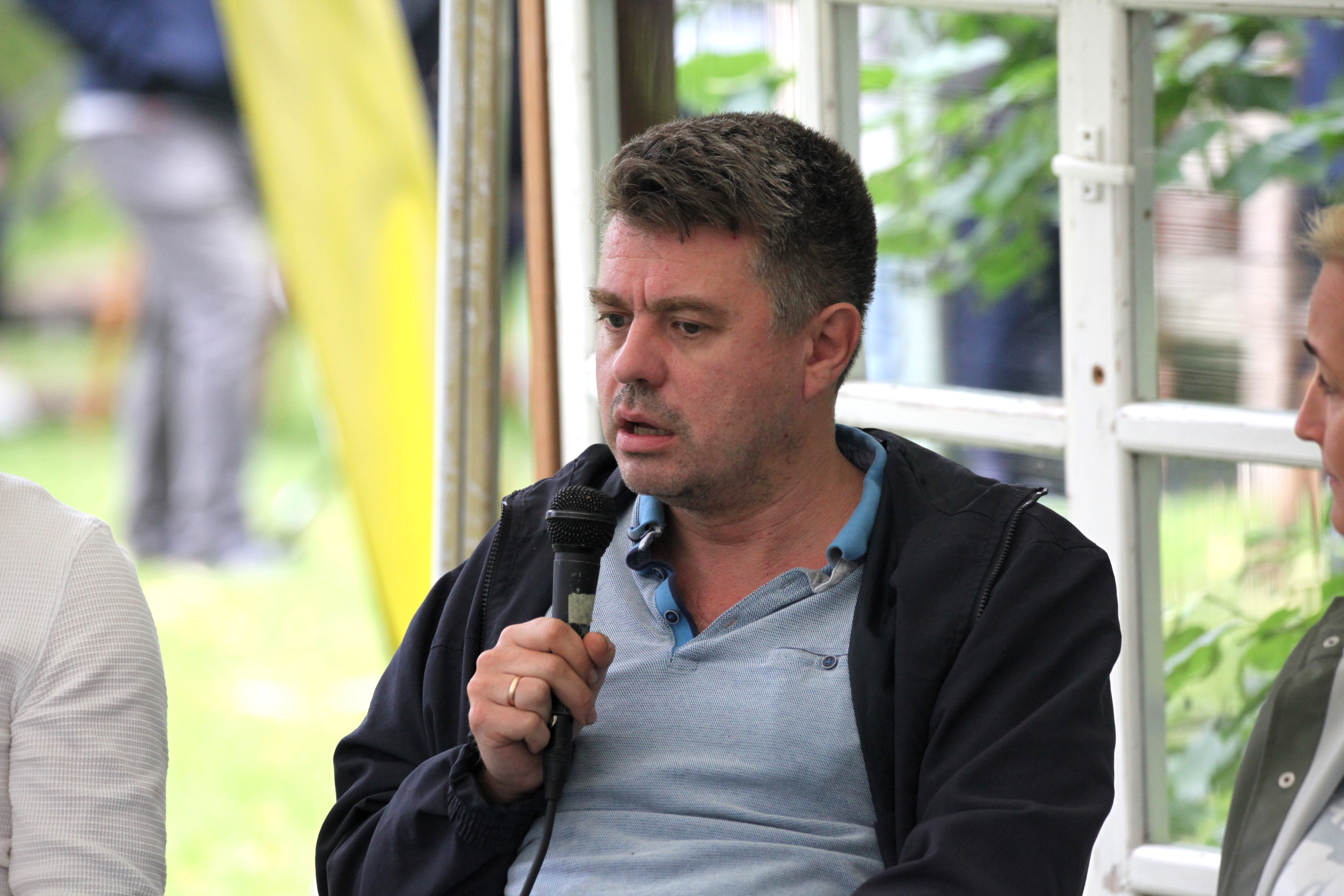
Urmas Reinsalu (2021)

Urmas Reinsalu (sinh ngày 22 tháng 6 năm 1975) là chính trị gia người Estonia. Ông giữ chức vụ Bộ trưởng Tư pháp Estonia từ năm 2015. Reinsalu là Bộ trưởng Quốc phòng Estonia từ năm 2012 đến năm 2014. Ông là thành viên Liên minh Pro Patria và Res Publica và là lãnh đạo đảng từ năm 2012 đến năm 2015.

## Thời niên thiếu và giáo dục
Reinsalu sinh ngày 22 tháng 6 năm 1975 tại Tallinn. Ông tốt nghiệp trường trung học Tallinn số 37 và học luật tại Đại học Tartu, tốt nghiệp năm 1997.

## Sự nghiệp chính trị
Từ năm 1996 đến năm 1997, Reinsalu làm chuyên gia về luật công ở Bộ Tư pháp Estonia và là cố vấn của Tổng thống Estonia khi ấy từ năm 1996 đến năm 1998. Năm 1998, Reinsalu được bổ nhiệm làm Giám đốc Văn phòng Tổng thống Estonia khi Lennart Meri còn đương nhiệm. Từ năm 2001 đến năm 2002, ông làm thư ký chính trị của Đảng Res Publica. Từ năm 2002 đến năm 2003, Reinsalu là giảng viên Học viện Khoa học An ninh Estonia.
Từ năm 2007 đến năm 2013, Reinsalu là nghị sĩ Quốc hội Estonia. Ngày 28 tháng 1 năm 2012, Reinsalu trở thành Chủ tịch Liên minh Pro Patria và Res Publica, thay thế Mart Laar. Ông trúng cử chức vụ chủ tịch với đa số tuyệt đối trong vòng bỏ phiếu đầu tiên tại đại hội đảng được tổ chức ở Tallinn.
Ngày 11 tháng 5 năm 2012, Reinsalu được bổ nhiệm làm Bộ trưởng Quốc phòng Estonia, thay thế Mart Laar, người từ chức vì lý do sức khỏe. Nhiệm kỳ của Reinsalu là Bộ trưởng Quốc phòng kết thúc ngày 26 tháng 3 năm 2014, khi ông được thay thế bởi Sven Mikser. Từ năm 2014 đến năm 2015, ông là nghị sĩ Quốc hội Estonia.
Trong cuộc bầu cử quốc hội năm 2015, Reinsalu tái đắc cử nghị sĩ Quốc hội Estonia với 2.949 phiếu bầu cá nhân. Ngày 9 tháng 4 năm 2015, Reinsalu nhậm chức Bộ trưởng Tư pháp trong nội các thứ hai của Taavi Rõivas.
Vì Liên minh Pro Patria và Res Publica là đảng thua lớn nhất trong cuộc bầu cử với 9 ghế bị mất, Reinsalu tuyên bố sẽ từ chức chủ tịch đảng sau đại hội của đảng vào tháng 6. Ngày 6 tháng 6 năm 2015, ông được thay thế bởi Margus Tsahkna.

## Đời sống cá nhân
Reinsalu đã kết hôn và có hai con. Ông nói tiếng Anh, tiếng Đức, tiếng Nga và tiếng Phần Lan thông thạo.